# Mixcoatlus
Genre
Mixcoatlus est un genre de serpents de la famille des Viperidae.

## Répartition
Les espèces de ce genre sont endémiques du Mexique. Elles se rencontrent dans les États du Guerrero, d'Oaxaca et de Puebla.

## Liste des espèces
Selon The Reptile Database (22 mars 2012) :
- Mixcoatlus barbouri (Dunn, 1919)
- Mixcoatlus browni (Shreve, 1938)
- Mixcoatlus melanurus (Müller, 1923)

## Publication originale
- Jadin, Smith & Campbell, 2011 : Unravelling a tangle of Mexican serpents: a systematic revision of highland pitvipers. Zoological Journal of the Linnean Society, vol. 163, p. 943–958.